# Robert Henry Dicke
Robert Henry Dicke, Robert H. Dicke (Saint Louis, Missouri, 1916. május 6. – Princeton, New Jersey, 1997. március 4.) amerikai fizikus. Fő kutatási területei a kozmológia, az asztrofizika, az atomfizika és a gravitáció elmélete voltak.

## Élete, munkássága
Felsőfokú tanulmányait a Princetoni Egyetemen végezte, majd 1939-ben a Rochesteri Egyetemen védte meg atomfizikai témájú doktori (Ph.D.) értekezését. A második világháború alatt a M.I.T. sugárlaboratóriumában dolgozott a radar fejlesztésén; ekkor (1941-ben) készítette el a róla Dicke-radiométernek elnevezett mikrohullámú vevőkészüléket. 1942-ben feleségül vette a skót Annie Currie-t. 1945-ben született lányuk, Nancy, majd 1946-ban, illetve 1953-ban a két fiú, John és James.
1946-ban visszatért a Princetoni Egyetemre, és ettől fogva mindvégig ott kutatott, illetve tanított. A tudományt egyaránt gazdagította találmányokkal (a radiométeren kívül például az egyimpulzusú és a koherens impulzusú radarral és az infravörös lézer alapváltozatával) valamint elméletekkel:
- kozmikus mikrohullámú háttérsugárzás előrejelzése (többekkel párhuzamosan),
- Dicke-effektus (optikai Mössbauer-effektus, 1953),
- szuperradiancia (1954),
- Brans–Dicke gravitációelmélet (1961).

A két terület kombinációja a fázisérzékeny (lock in) erősítés elvének kidolgozása és a készülék megalkotása.
Az 1940-es évek közepe és az 1950-es évek közepe között főleg a mikrohullámú spektroszkópia érdekelte; többrétűen vizsgálata a sugárzások alapvető folyamatait. Az eredményeit összegző elméletet tekintik a koherens sugárzás első kvantumelméleti leírásának. Az 1960-as években a gravitáció foglalkoztatta; kísérletileg (Roll–Krotkov–Dicke-kísérlet) ellenőrizte az ekvivalenciaelvet, ezerszeresére növelve Eötvös Loránd kísérletének pontosságát.
Filozófiai jellegű kifogásai voltak mind az ősrobbanás (egy pontból, egy alkalommal keletkező anyag), mind az állandó állapotú világegyetem (az univerzum tágulása közben a csillagközi térben keletkező anyag) ellen, ezért kidolgozta az oszcilláló világegyetem modelljét, amelyben az anyag mennyisége állandó, de időnként a gravitáció hatására összehúzódik, és ettől olyan forró és sűrű lesz, mint az ősrobbanás modelljében. Ekkor ismét kitágul, és ez így megy időtlen idők óta. Ezt az elképzelése tévesnek bizonyult; a számítások egyértelműen megcáfolták. Az elmélet alapvető jelentősége az volt, hogy a legutóbbi összesűrűsödött, tízmillió kelvinnél melegebb állapot (akárcsak az ősrobbanás) „emlékeként” vissza kellett maradnia valamiféle kozmikus mikrohullámú háttérsugárzásnak. Dicke szorgalmazására az akkor frissen doktorált Jim Peebles ki is számította, hogy ha van ilyen, annak hőmérséklete 10 K-nél kevesebb kell legyen.
Ő az úgynevezett gyenge antropikus elv kidolgozója (1961). 1964-ben ő ismerte fel, hogy Arno Penzias és Robert Woodrow Wilson az általa megjósolt kozmikus mikrohullámú háttérsugárzást mérte meg a Crawford Hillen felállított kürtantennával.
1975-ben nevezték ki az egyetem Albert Einstein professzorává.
Gravitációelméletének fontos elem, hogy a gravitációs állandó fordítottan arányos a Világegyetem életkorával — tehát idővel csökken.

## Fordítás
- Ez a szócikk részben vagy egészben  a   Robert H. Dicke című angol Wikipédia-szócikk ezen változatának fordításán alapul.  Az eredeti cikk szerkesztőit annak laptörténete sorolja fel. Ez a jelzés csupán a megfogalmazás eredetét és a szerzői jogokat jelzi, nem szolgál a cikkben szereplő információk forrásmegjelöléseként.